# Agència de Kotah-Jhalawar
L'agència de Kotah-Jhalawar fou una entitat política del sud-est de Rajputana limitada al nord per Jaipur i Tonk (districte d'Aligarh), a l'est amb Bundi i Udaipur o Mewar; al sud-oest i sud amb diversos estats i un dels districtes de Tonk; i a l'est amb Gwalior i Tonk (districte de Chhabra). La seu de l'agent polític era a Kota. La població el 1881 era de 857.763 habitants, el 1891 de 869.868 habitants i el 1901 de 635.054 (el descens del darrer cens fou a causa de la fam de 1899-1900 i l'epidèmia que va seguir) i la superfície era de 16.819 km². Era la cinquena entitat política en mesura i la setena en població de les vuit divisions polítiques de Rajputana. Els hindúes eren el 89% el 1901 i els musulmans eren el 7%.
Formaven l'agència els següents estats:
- Kotah
- Jhalawar

En conjunt hi havia 3.017 pobles i 6 ciutats sent les principals Kotah (33.657 habitants el 1901) i Jhalrapatan Chhaoni (14.315 habitants el 1901).
Vegeu també: Agència de Rajputana